# Air-Canada-Flug 189
Der Air-Canada-Flug 189 (Flugnummer: AC189, Funkrufzeichen: AIR CANADA 189) war ein Inlandslinienflug der Air Canada von Ottawa nach Vancouver mit Zwischenstopps in Toronto und Winnipeg. Auf diesem Flug ereignete sich am 26. Juni 1978 ein schwerer Flugunfall beim Start zum zweiten Flugabschnitt, als es an einer Douglas DC-9-32 beim Startlauf vom Flughafen Toronto-Pearson zu einem Reifenschaden kam, woraufhin die Maschine das Startbahnende überrollte, einen Abhang herunterstürzte und gegen eine Senke prallte. Bei dem Unfall kamen von den 107 Insassen 2 Passagiere ums Leben.

## Maschine
Bei der verunglückten Maschine handelte es sich um eine Douglas DC-9-32, die im Werk von McDonnell Douglas in Long Beach im Bundesstaat Kalifornien endmontiert wurde. Das Flugzeug trug die Werksnummer 47197, es handelte sich um die 289. Douglas DC-9 aus laufender Produktion. Das Roll-out der Maschine erfolgte am 12. März 1968, am 7. April 1968 wurde die Maschine an die Air Canada ausgeliefert, bei der sie mit dem Luftfahrzeugkennzeichen CF-TLV und der Flottennummer 721 in Betrieb ging.  Das zweistrahlige Schmalrumpfflugzeug war mit zwei Turbojettriebwerken des Typs Pratt & Whitney JT8D-7A ausgestattet. Bis zum Zeitpunkt des Unfalls hatte die Maschine eine Gesamtbetriebsleistung von 25.476 Betriebsstunden absolviert.

## Passagiere und Besatzung
Den zweiten Flugabschnitt von Toronto nach Winnipeg hatten 102 Passagiere angetreten. Es befand sich eine fünfköpfige Besatzung an Bord.

## Unfallhergang
Nachdem der erste Flugabschnitt an diesem Tag ohne besondere Vorkommnisse geflogen wurde, rollte die Maschine um 7:25 Uhr zur Parkposition. In Toronto wechselte die Besatzung, die neue Besatzung ging um 7:45 Uhr an Bord. Der Pushback der Maschine erfolgte um 8:01 Uhr, drei Minuten später erhielt die Besatzung die Rollfreigabe zum Startpunkt von der Startbahn 23L. Um 8:08 Uhr wurde die Startfreigabe erteilt. Der Startlauf war zunächst normal, doch nach 46 Sekunden und bei einer Geschwindigkeit von 145 Knoten (ca. 269 km/h) vernahmen die Piloten Vibrationen und nahmen ein schlagendes Geräusch wahr. Der Drehzahlmesser des rechten Triebwerks ging zurück und die Warnleuchte für das rechte Hauptfahrwerk leuchtete auf. Bei einer Geschwindigkeit von 149 Knoten (ca. 276 km/h) leitete der Kapitän einen Startabbruch ein. Die Störklappen wurden ausgefahren und die Schubumkehr aktiviert. Nach zweieinhalb Sekunden fingen die Störklappen an, selbsttätig wieder einzufahren, woraufhin der Kapitän erneut den Hebel zum Ausfahren zog. Viereinhalb Sekunden später fuhren die Störklappen erneut selbsttätig ein. Die Maschine überrollte das Startbahnende mit einer Geschwindigkeit von 70 Knoten (ca. 130 km/h), rollte 139 Meter über das Feld hinter der Startbahn und stürzte dann einen 15,5 Meter tiefen Abhang herunter. Sie schlug in einer Senke 183 Meter hinter dem Landebahnende auf. Der Rumpf brach dabei in zwei Teile. Obwohl dabei ebenfalls die Tanks aufgerissen wurden, kam es nicht zu einem Brand. Zwei Passagiere kamen ums Leben, die übrigen Insassen wurden verletzt.

## Ursache
Die Unfalluntersuchung ergab, dass beim Start der Hauptfahrwerksreifen Nr. 3 geplatzt war und dass umherfliegende Reifen- und Trümmerteile den Schalter für das Herunterfahren und Verriegeln des rechten Fahrwerks beschädigt hatten, wodurch die Kontrollleuchte im Cockpit ausgelöst wurde. Weitere Reifen- und Trümmerteile seien auch ins Triebwerk Nr. 2 eingesaugt worden, was zu einem Verlust des Umkehrschubs während des Startabbruchs führte. Zudem hätten die Betriebsvorschriften der Air Canada keine sofortige Vollbremsung bei Startabbrüchen vorgesehen. Der Kapitän habe erst vier Sekunden nach Einleiten des Startabbruchs die Bremse voll durchgetreten. Das Vorhandensein eines Abhangs hinter der Landebahn wurde im Unfallbericht zwar beanstandet, jedoch blieb diese Beanstandung folgenlos. Entsprechende bauliche Maßnahmen wurden erst vorgenommen, nachdem auf dem Air-France-Flug 358 eine weitere Maschine denselben Abhang hinuntergestürzt war.